# 神湾镇
神湾镇，是中华人民共和国广东省中山市下辖的一个行政建制镇。神灣鎮的特色食物有神灣菠蘿。

## 行政区划
神湾镇下辖以下地区：
神湾社区、神溪村、宥南村、海港村、外沙村和竹排村。